# جولیا رابینسون
جولیا رابینسون (انگلیسی: Julia Robinson؛ ۸ دسامبر ۱۹۱۹ – ۳۰ ژوئیه ۱۹۸۵ (aged 65)) یک دانشمند در زمینه نظریه اعداد اهل ایالات متحده آمریکا بود. شهرت این ریاضی‌دان به کارهایی که در مسئله تصمیم و مسئله دهم هیلبرت انجام داده است بر می‌گردد.